# Europa Jupiter System Mission

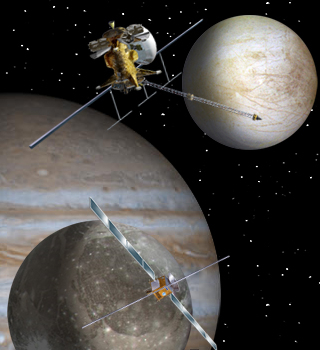
Rappresentazione artistica del Europa Jupiter System Mission nel sistema di Giove: Jupiter Europa Orbiter in alto, Jupiter Ganymede Orbiter in basso.

L'Europa Jupiter System Mission (EJSM) era una missione spaziale congiunta dell'Agenzia Spaziale Statunitense (NASA) e dell'Agenzia Spaziale Europea (ESA) che prevedeva l'utilizzo di due sonde spaziali automatiche e indipendenti per l'esplorazione coordinata del sistema gioviano. Il nome di lavoro utilizzato nei documenti ESA era EJSM-Laplace.
Sul fronte NASA, questa missione si inseriva nel contesto della selezione di una missione di classe Flagship per l'esplorazione futura del Sistema solare esterno, mentre sul fronte ESA era inquadrata nella selezione di una missione di classe L (large) nell'ambito del programma Cosmic Vision 2015-2025. Il contributo dell'ESA non poteva superare i 700 milioni di euro (pari a circa 1 miliardo di dollari), mentre per la NASA non esisteva un tetto preciso di spesa, benché il costo complessivo stimato, pari a 4,7 miliardi di dollari (di cui 3,7 miliardi forniti dalla NASA e appunto 1 miliardo dall'ESA), il 7 marzo 2011 sia stato giudicato troppo elevato dal comitato di valutazione della Decadal Survey. Pertanto la missione poteva essere adottata dalla NASA solo a patto di tagliare significativamente la spesa. Il 2 maggio 2012 l'ESA aveva approvato la missione e avviato i lavori che avrebbero dovuto condurre al lancio nel 2020.
A ESA e NASA era stata affidata rispettivamente la costruzione del Jupiter Ganymede Orbiter (JGO) e del Jupiter Europa Orbiter (JEO). Il Jupiter Ganymede Orbiter si sarebbe concentrato sullo studio di Ganimede e Callisto: entrato in orbita attorno a Giove, nel primo anno di attività avrebbe completato alcune orbite che avrebbero consentito di eseguire una decina di sorvoli ravvicinati di Callisto, prima di entrare in orbita attorno a Ganimede, dove sarebbe rimasto per almeno 10 mesi prima di impattare sulla sua superficie. Il JEO, invece, si sarebbe concentrato sullo studio di Europa ed Io: entrato in orbita attorno a Giove, avrebbe eseguito alcuni sorvoli di Io, Europa, Ganimede e Callisto prima di entrare in orbita attorno ad Europa e rimanervi per almeno 9 mesi, e cadere infine sulla sua superficie. Era stata avanzata la possibilità che l'Agenzia Spaziale Giapponese (JAXA) contribuisse al progetto con una terza sonda indipendente, il Jupiter Magnetospheric Orbiter (JMO), che avrebbe avuto quale obiettivo primario lo studio della magnetosfera gioviana da un'orbita polare attorno al pianeta. Inoltre, anche la Russia aveva espresso il proprio interesse nella missione, contribuendo con un lander per Europa, che sarebbe stato lanciato separatamente con un lanciatore Sojuz 2-1c. Dopo la cancellazione della EJSM, il lander di Europa è stato riproposto nel 2009 all'agenzia spaziale russa federale (Roskosmos),
Le due sonde (eventualmente tre o quattro) sarebbero state lanciate separatamente. Nello studio di riferimento, le due sonde JEO e JGO sarebbero partite indicativamente nel 2020 e avrebbero raggiunto il sistema di Giove dopo circa 6 anni di crociera, nel 2026. A quel punto sarebbe iniziata la missione nominale, che si sarebbe conclusa circa tre anni dopo. Nel caso non fosse stato possibile rispettare la finestra di lancio del 2020, era prevista una soluzione di backup per un lancio nel 2022.
Nel 2009, la missione è stata cancellata per tagli al budget della NASA. L'ESA, dal canto suo, ha deciso di continuare il progetto del JGO sotto il nome di Jupiter Icy Moons Explorer nell'ambito del programma Cosmic Vision 2015-2025.

## Jupiter Europa Orbiter

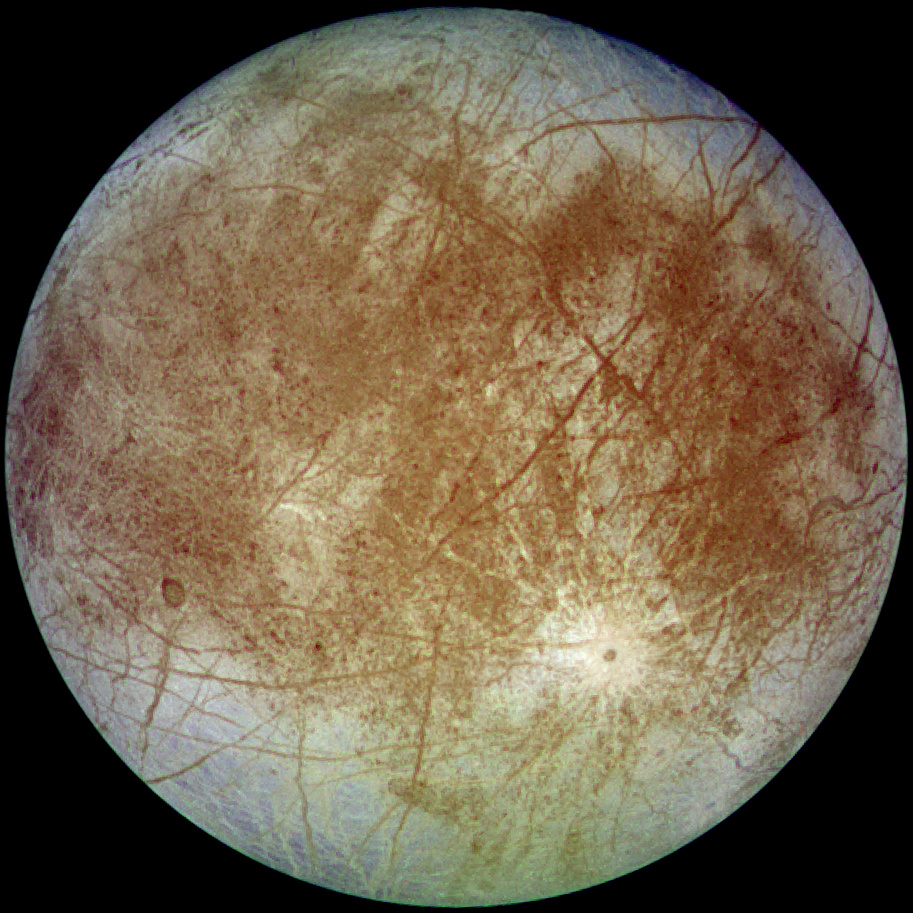
Immagine di Europa ripresa dalla sonda Galileo.

I principali obiettivi della missione della sonda erano:
- lo studio dell'abitabilità dei mondi in orbita attorno ad un gigante gassoso (con la possibilità di estendere le informazioni raccolte ai sistemi dei pianeti extrasolari recentemente scoperti);[6]
- lo studio dell'atmosfera e della struttura interna di Europa; la conferma della presenza dell'oceano al di sotto della superficie;[7]
- lo studio della risonanza orbitale tra Io, Europa e Ganimede, in particolare con l'individuazione dell'entità delle maree gravitazionali su Europa;[6]
- lo studio del vulcanismo di Io, con la possibilità di attraversare un pennacchio vulcanico;[7]
- lo studio della magnetosfera di Ganimede, integrando con alcuni sorvoli ravvicinati le osservazioni del Jupiter Ganimede Orbiter e dei poli di Callisto;[7]
- il monitoraggio della magnetosfera di Giove, con particolare attenzione all'interazione tra questa e le particelle cariche emesse durante l'attività vulcanica di Io;[6]

Il lancio di JEO era previsto per il 29 febbraio 2020 a bordo di un vettore Atlas V 551 o in alternativa un Delta IV Heavy dalla Cape Canaveral Air Force Station. La sonda avrebbe percorso una fase di crociera che l'avrebbe condotta ad effettuare un sorvolo ravvicinato di Venere (il 28 giugno 2020) e due della Terra (rispettivamente il 24 aprile 2021 e il 26 luglio 2023). Dopo l'inserimento in orbita attorno a Giove (previsto per il 21 dicembre 2025) e prima di quello attorno ad Europa (previsto per il 3 luglio 2028), la sonda avrebbe dovuto eseguire una serie di sorvoli ravvicinati: 3 di Io (con la possibilità di attraversare un pennacchio vulcanico), 6 di Europa stessa, 6 di Ganimede e 9 di Callisto (un sorvolo di Callisto avverrà a latitudini polari), allo scopo di ridurre l'energia orbitale e permettere un meno costoso inserimento in orbita attorno ad Europa. Nella fase saliente della missione, della durata di 318 giorni, l'orbita sarebbe stata polare e circolare, suddivisa in due fasi (della durata di 33 e 285 giorni) condotte rispettivamente a una quota di 200 km e 100 km dalla superficie di Europa. Il termine della missione di JEO era previsto per il 17 maggio 2029: quel giorno la sonda avrebbe ridotto la propria quota fino a cadere sulla superficie di Europa.
L'energia elettrica sarebbe stata fornita da un generatore termoelettrico a radioisotopi e la propulsione assicurata da un razzo chimico bipropellente.

## Jupiter Ganymede Orbiter

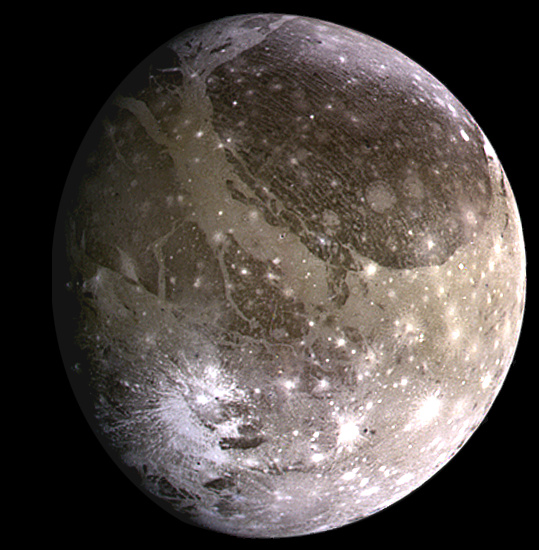
Immagine di Ganimede ripresa dalla sonda Galileo.

Scopi scientifici primari della missione della sonda erano:
- lo studio dell'atmosfera e della struttura interna di Giove;[1]
- la conferma della presenza di acqua liquida su Ganimede e Callisto; il monitoraggio delle superfici e delle tenui atmosfere delle due lune; lo studio del campo magnetico intrinseco di Ganimede;[1]
- lo studio della magnetosfera di Giove.[1]

Era prevista una massa a secco di circa 1700 kg, che sommata al propellente necessario avrebbe prodotto un peso al lancio di circa 4200 kg, di cui 104 kg di strumentazione scientifica. L'energia elettrica sarebbe stata generata da 4 pannelli fotovoltaici; la propulsione assicurata attraverso propulsori chimici. Il motore principale sarebbe stato l'European Apogee Motor (EAM), caratterizzato da un impulso specifico (Isp) di 320 s.
Il lancio era previsto per l'8 marzo 2020, a bordo di un razzo Ariane-5 ECA, dal centro spaziale di Kourou. La sonda non avrebbe proseguito direttamente verso Giove, ma eseguito tre manovre di fionda gravitazionale: una con Venere (il 1º luglio 2020) e due con la Terra (rispettivamente il 27 aprile 2021 e il 28 luglio 2023). L'ingresso in orbita attorno a Giove era previsto per il 4 febbraio 2026.
Durante una prima fase, la sonda avrebbe percorso manovre di fionda gravitazionale con Ganimede per ridurre progressivamente l'apocentro della propria orbita. Durante questa fase sarebbe avvenuto lo studio dell'atmosfera e della magnetosfera di Giove. Successivamente la sonda sarebbe stata spostata su una serie di orbite che l'avrebbero condotta a ripetuti sorvoli ravvicinati di Ganimede e Callisto, con un massimo avvicinamento previsto di 200 km per entrambe le lune. Il 22 settembre 2028 la sonda sarebbe entrata finalmente in orbita attorno a Ganimede, su una traiettoria polare che dapprima sarebbe stata ellittica (200 x 10000 km per 120 giorni, ma con una fase intermedia di circa 80 giorni in cui l'orbita sarà quasi circolare a una quota media di 5000 km) e successivamente circolare (a una quota di 500 km per 120 giorni e a una quota di 200 km per gli ultimi 60 giorni di missione).
Al termine della sua vita operativa, il 25 luglio 2029, la sonda avrebbe ridotto progressivamente la propria quota fino a schiantarsi sulla superficie di Ganimede. Altre soluzioni dinamiche, come un ritorno a un'orbita a quota maggiore, a un'orbita ellittica o un lento allontanamento da Ganimede, erano state scartate perché troppo onerose dal punto di vista del propellente necessario e quindi della massa e dei costi.